# Фейерверк (рисунок Сомова)
«Фейерверк» — гуашь Константина Сомова (1869–1939), созданная в Париже в 1904 году, одна из целого ряда работ художника в период увлечения темой «маркиз и парков». Сюжет и художественное решение работы перекликаются с гравюрой Ш.-Н. Кошена «Иллюминация и фейерверк, устроенные в честь дофина в Мёдоне 3 сентября 1735 года» (Decoration de l'illumination et du feu d'artifice donne à Mr le Dauphin à Meadon le 3 septembre 1735). 
Художник, увлечённый изображением  парков, «галантных празднеств» и французской старины, впоследствии неоднократно обращался к теме фейерверка — в частности, в эстампе «Фейерверк», одной из наиболее ярких иллюстраций для «Книги маркизы» (1907, Берлин и 1918, Санкт-Петербург).

## Предыстория создания
Вынужденный покинуть Академию художеств в феврале 1897 года, осенью, после каникул в Сергиеве, Сомов приехал в Париж с тем, чтобы продолжить обучение в школе Филиппо Коларосси. В свободное от занятий время вместе с другом и соратником по «Миру искусства» Александром Бенуа он посещал музеи, выставки и антикварные магазины, где их обоих особо привлекало французское искусство XVIII века.

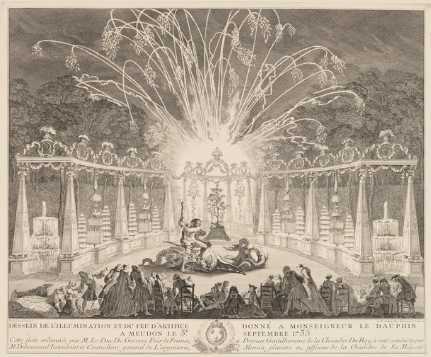
Фейерверк в Мёдоне на гравюре Николя Кошена, 1756

Художники любили заходить в существующий при Лувре магазин эстампов La Chalcographie («Халкография»). Продававшиеся там недорогие современные оттиски с оригинальных старинных досок, хранящихся в коллекции музея, сыграли значительную роль в знакомстве Сомова с художественным наследием Франции. Покупая эстампы, друзья затем забавлялись раскраской некоторых оттисков, «желая уподобить их прелестно раскрашенным в старину экземплярам», причём Бенуа отмечал, что бумага внешне была того же качества, что и «в дни создания этих шедевров».
Особенно ценя гравюры французских мастеров XVII—XVIII веков, они предпочитали оттиски с досок таких мастеров, как Жан Риго, Жан-Мишель Моро Младший, Шарль-Николя Кошен и Израэль Сильвестр.
Несмотря на то, что Сомов занимался раскрашиванием листов для собственного развлечения, это стало для него настоящей школой мастерства, позволив «в буквальном смысле из первых рук узнать и прочувствовать творческую манеру французских художников XVIII века, специфику их линии, особенности построения композиции и решения пространства. Большую роль в освоении Сомовым художественного языка мастеров XVIII века сыграл «непринужденный, несерьёзный характер этого занятия, раскрепощавший начинающего художника, его фантазию». Он не боялся вносить в листы собственные детали. Так, Бенуа «особенно запомнился один такой вид Жана Риго, изображающий каскад в Марли, который Сомов оживил особенно удачным образом. Поверх штрихов гравюры он гуашью изобразил тёмные грозовые тучи, надвинувшиеся над все ещё ярко освещенными деревьями, и золотые струи разразившегося ливня…».
Изучая художественное наследие Франции XVIII века и начав собирать собственную коллекцию живописи и графики этого периода (в которой, помимо прочего, были работы таких мастеров, как Ж.-Б. Грёз, Ж.-Б.-С. Шарден и картина школы Буше), во время жизни в Париже Сомов не обращался к этой тематике в своём творчестве. Первые опыты по воспроизведению собственного видения Франции XVIII столетия он предпринял уже после возвращения в Россию весной 1899 года.
В отличие от Бенуа, увлёкшегося эпохой Людовика XIV, Сомов сконцентрировался на более позднем рококо. Его многочисленные графические работы 1900–1906 годов отражают лёгкую изящность, игривость и декоративность этого стиля.

## Описание
Сюжет и художественное решение гуаши «Фейерверк», написанной  в 1904 году, перекликаются с гравюрой Ш.-Н. Кошена «Иллюминация и фейерверк, устроенные в честь дофина в Мёдоне 3 сентября 1735 года» (Decoration de l'illumination et du feu d'artifice donne à Mr le Dauphin à Meadon le 3 septembre 1735). Фейерверки и иллюминации, будучи неотъемлемой частью пышных придворных празднеств XVIII—XIX веков, были частым сюжетом произведений этого и других мастеров его времени. Обычно изображались перспективные виды и панорамы освещённых парков или дворцовых ансамблей, но в данной работе Кошена доминантой является изображение самого фейерверка.
Обратившись к аналогичному сюжету, Сомов также «использовал центричную композицию листа и тоже изобразил световые следы от ракет в виде широких линий», — но основное внимание он уделил передаче мерцания огней в вечернем небе. Сосредоточившись на контрасте огненных искр и тёмного неба, «он заставил сверкать корпусные мазки гуаши благодаря найденным им сочетаниям тончайших оттенков жёлтого и оранжевого цветов».
Художник гармонично объединил в одном произведении столь разные категории, как естественность в изображении огней фейерверка и декоративность листа в целом, добившись, таким образом, принципиально нового прочтения традиционного сюжета.
Художник привносит собственное видение мира, существовавшего более полутора веков назад. Вместо фиксации исторического события, хоть и выполненной Кошеном со всей декоративностью барочного стиля, он сосредоточен на эмоциональном впечатлении от фейерверка, осветившего укромный уголок пустынного парка — такой контраст придаёт работе совсем иной настрой, перекликающийся с таинственными и романтичными парками Фрагонара.
Симметричность и «регулярность» барочной композиции уступают место прихотливым изгибам и волнам изобразительного языка рококо — лишь струи фонтанов и аркада, превратившаяся в романтичную руину, сохраняют свою вертикальную стройность. Симметричность теряют не только фейерверк, но и буйная зелень, с формой которой перекликаются кучевые облака. Пышность официального праздника со множеством зрителей сменяет интимность — за фейерверком наблюдает лишь одна пара, вероятно,  влюблённых. Вместо публики Сомов изображает трельяжную парковую решётку — один из его любимых мотивов.
Работа даёт яркое представление об уникальном умении Сомова соединять два взгляда, из современности и из прошлого, на одно явление.